# Need You Tonight
Singles de INXS
Good Times
(1987) Devil Inside
(1988)
Clip vidéo
[vidéo] « Need You Tonight », sur YouTube
Need You Tonight est une chanson du groupe rock australien INXS, écrite par Michael Hutchence et composée par Andrew Farriss. Sortie en single le 21 septembre 1987 en Australie, il s'agit du premier extrait de l'album Kick.
Elle connaît un important succès à travers le monde, se classant notamment en tête du Billboard Hot 100 aux États-Unis. Au Royaume-Uni, elle ne se classe que 58e lors de sa sortie, ce n'est qu'un an plus tard, quand elle ressort en novembre 1988, qu'elle atteint la 2e place du UK Singles Chart.
En 2014, le titre fait son retour dans les classements musicaux en Australie après la diffusion de la mini-série télévisée INXS : Never Tear Us Apart qui raconte l'histoire du groupe,.

## Clip
Le clip, réalisé par Richard Lowenstein, est récompensé cinq fois aux MTV Video Music Awards en 1988 (Vidéo de l'année, Meilleure vidéo d'un groupe, Meilleur montage, Vidéo la plus expérimentale, Choix des téléspectateurs),. Le clip est en fait constitué de deux chansons enchaînées, Need You Tonight et Mediate qui apparaissent ainsi sur l'album Kick et sur le maxi 45 tours.

## Liste des titres
- 45 tours
  1. Need You Tonight - 3:01
  2. I'm Coming (Home) (Tim Farriss) - 4:54

- Maxi 45 tours
  1. Need You Tonight – 3:01
  2. Mediate (Andrew Farriss) – 2:35
  3. I'm Coming (Home) – 4:54

- Maxi 45 tours
  1. Need You Tonight – 3:01
  2. Need You Tonight (Mendelsohn extended mix) – 7:02

## Classements hebdomadaires
| Classement (1987/1988)                 | Meilleure position |
| -------------------------------------- | ------------------ |
| Allemagne (GfK Entertainment)          | 16                 |
| Autriche (Ö3 Austria Top 40)           | 16                 |
| Australie (ARIA)                       | 3                  |
| Belgique (Flandre Ultratop 50 Singles) | 9                  |
| Canada (100 Singles)                   | 2                  |
| États-Unis (Billboard Hot 100)         | 1                  |
| France (SNEP)                          | 10                 |
| Irlande (IRMA)                         | 2                  |
| Nouvelle-Zélande (RMNZ)                | 3                  |
| Pays-Bas (Single Top 100)              | 12                 |
| Royaume-Uni (UK Singles Chart)         | 2                  |

| Classement (2014) | Meilleure position |
| ----------------- | ------------------ |
| Australie (ARIA)  | 28                 |

## Certifications
| Pays              | Certification | Unités certifiées |
| ----------------- | ------------- | ----------------- |
| Australie (ARIA)  | Or            | 35 000            |
| Royaume-Uni (BPI) | Platine       | 600 000           |

## Reprises
La chanson a été notamment reprise par :
- 1999 : Ac Rock, dans une version A cappella.
- 2003 : Jacynthe sur l'album Seize the Day.
- 2003 : Rogue Traders, remix sous le titre One of my Kind, classé 10e en Australie[20].
- 2010 : Professor Green, sous le titre I Need You Tonight, 3e au Royaume-Uni et 16e en Belgique[21],[22].
- 2012 : Liv Tyler, pour une campagne publicitaire de Givenchy.
- 2014 : Level 42 sur la compilation multi artistes Sounds of the 80s - Unique Covers of Classic Hits.
- 2017 : R5 sur leur EP New Addictions.
- 2019 : par le groupe belge Triggerfinger.